# Agesander z Rodos

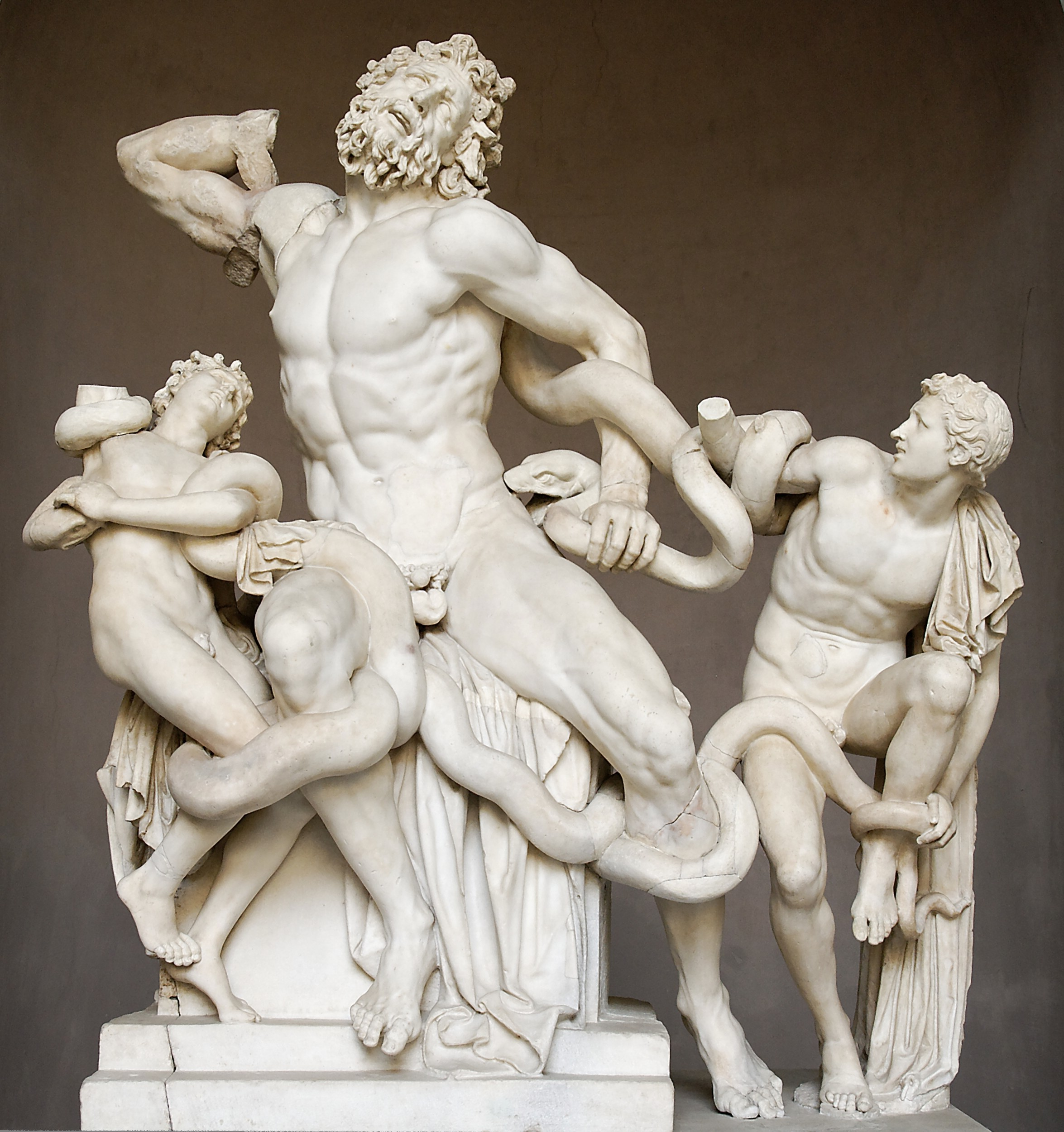
Grupa Laokoona

Agesander z Rodos, Hagesander, Agesandros, Hagesandros, gr. Άγήσανδρος - grecki rzeźbiarz działający ok. 150 p.n.e.
Wywodził się z tak zwanej szkoły rodyjskiej, będącej od czasów Lizypa jednym z głównych ośrodków rzeźby hellenistycznej. Uważany jest za przedstawiciela kierunku nazywanego antycznym barokiem.
Wraz z Atenodorem i Polidorem był współtwórcą grupy Laokoona.